# Lilian Thuram
Lilian Thuram (Pointe-à-Pitre, Guadeloupe, 1 de gener de 1972) és un exfutbolista francès.
Exjugador del FC Barcelona, ha estat un futbolista de renom internacional, campió del món i d'Europa. Ja durant la seva etapa esportiva va destacar per la seva lluita contra el racisme. L'any 2008 es va retirar del futbol i va crear llavors la Fundació Lilian Thuram per combatre els prejudicis a través de l'educació. Ha publicat el llibre Mis estrellas negras (Now Books, 2012), en el qual rescata grans figures de la humanitat, totes elles negres, sovint oblidades o excloses de les narracions canòniques i dels llibres escolars.
El 2007 va rebre el premi Christa Leem del col·lectiu progressista català Un dels nostres.

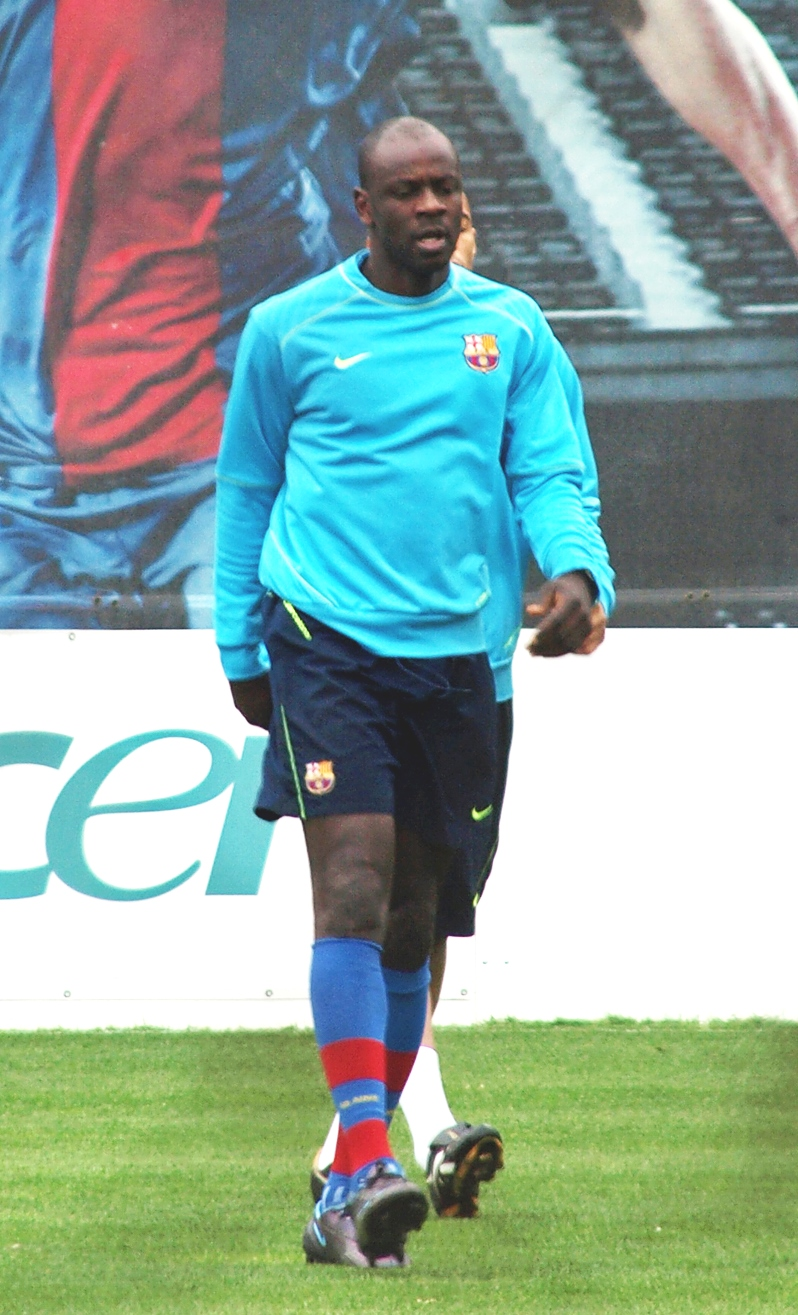
Lilian Thuram al Barça.